# 東根山
東根山（あずまねさん）は、岩手県紫波郡紫波町と岩手郡雫石町の境に位置する標高927.9mの山。東根山と南昌山、これに赤林山（あるいは箱ヶ森）をあわせて「志波三山」と呼ばれている。

## 概要
紫波町側からはどっしりとした四角形の形をした山体が特徴の山である。登山口は紫波町のラ・フランス温泉館の直ぐ隣にあり、頂上まで約2時間半で登頂できる。山頂近くの蛇石展望台からの眺望も素晴らしく、眼下に紫波町南部の田園地帯が広がる。
山頂南端の山頂広場からは早池峰山、岩手山、秋田駒ヶ岳、和賀山塊等々の眺望が楽しめる。山頂三角点も広場になっているが木々に囲まれていて展望が効かない。

### 地質
中新世の凝灰岩層に貫入した鮮新世の花崗閃緑斑岩が山頂を構成する火山岩頸であり、同じ山塊に属する南昌山や毒ヶ森とともに周辺から突出した地形をなしている。

### 植生
4月過ぎには中腹付近の林床でカタクリのほかに、キクザキイチゲ（キクザキイチリンソウ）やエンレイソウなども楽しめる。

### 東根山の日（9月28日）
紫波町は、町民が誇るべき町の財産であり豊かな恵みをもたらしている東根山について、理解と関心を深め、町と東根山を愛する多くの人々が町内外にその価値を広め、後世に引き継ぐことを目的とし、令和5年（2023年）9月14日に「東根山の日条例」を制定し、9月28日を「東根山の日」とした。9月28日としたのは東根山の標高約928mにちなんだものである。